# 차골

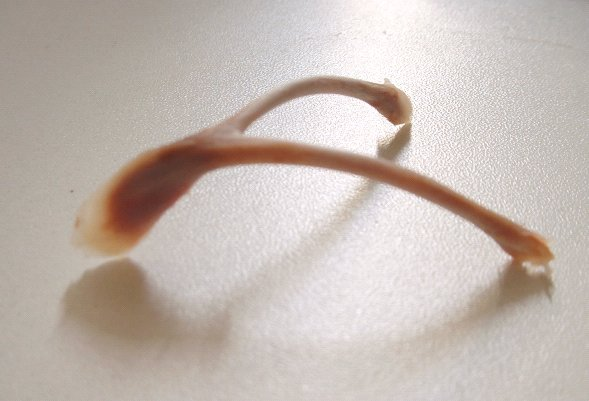
닭의 차골.

차골(叉骨, 영어: furcula, 영어: wishbone)은 조류에게서 발견되는 V자 모양의 뼈다. 쇄골 두 개가 융합된 것이다.